# Raffles, the Amateur Cracksman (film 1905)
Raffles, the Amateur Cracksman è un cortometraggio muto del 1905 diretto da Gilbert M. 'Broncho Billy' Anderson.
Il soggetto, basato sul personaggio del ladro gentiluomo A.J. Raffles ideato da E. W. Hornung, è tratto dall'opera teatrale Raffles, the Amateur Cracksman di Eugene Wiley Presbrey e Hornung. La commedia andò in scena a Broadway il 27 ottobre 1903, riscuotendo un grande successo.

## Produzione
Il film fu prodotto dalla Vitagraph Company of America.

## Distribuzione
Distribuito dalla Vitagraph Company of America, il film - un cortometraggio in una bobina di 320 metri - uscì nelle sale cinematografiche statunitensi il 23 settembre 1905. È conosciuto anche con i titoli Raffles e The Adventures of Raffles, the Amateur Cracksman.
L'anno seguente, ne venne fatta una riedizione con l'aggiunta di circa sei metri di pellicola con il titolo Rafles - The Amateur Cracksman.
Non si conoscono copie ancora esistenti della pellicola che viene considerata presumibilmente perduta.